# Saint-Julien-Boutières
Saint-Julien-Boutières korábbi község (település) Franciaországban, Ardèche megyében. 2019. január 1-jén Intres községgel egyesült és Saint-Julien-d’Intres új község része lett.
Lakosainak száma 199 fő (2015). Saint-Julien-Boutières Chanéac, Intres, Lachapelle-sous-Chanéac, Saint-Clément, Saint-Jean-Roure, Saint-Martin-de-Valamas és Les Vastres községekkel határos.

## Népesség
A település népessége az elmúlt években az alábbi módon változott:
| Lakosok száma | 322  | 299  | 260  | 216  | 215  | 214  | 204  | 194  | 199  | 188  |
|               | 1968 | 1975 | 1982 | 1990 | 1999 | 2006 | 2011 | 2013 | 2015 | 2016 |